# Flore endémique de Rodrigues

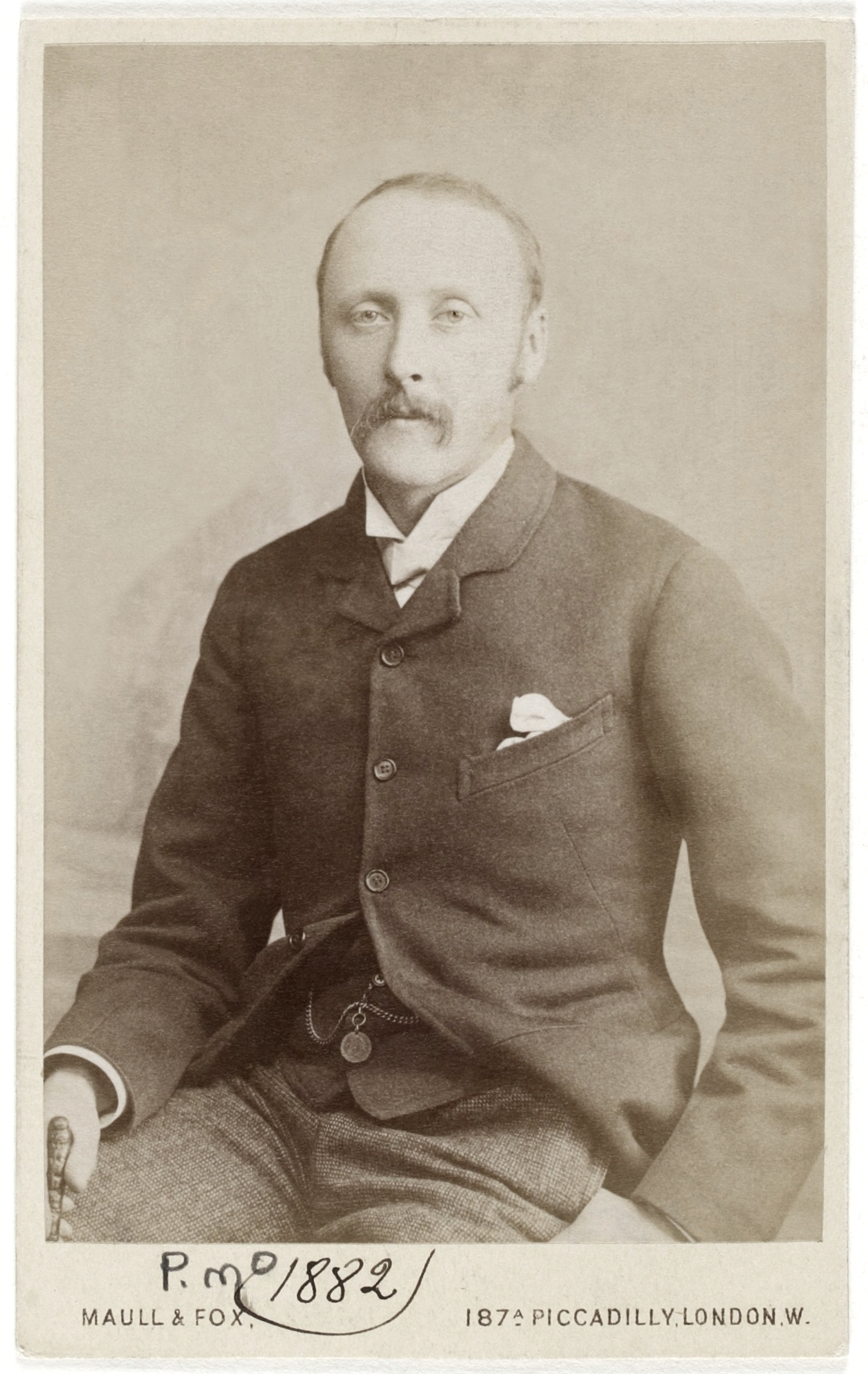
Isaac Bayley Balfour participa à un des premiers recensements de la flore de Rodrigues.

Cet article présente une liste des espèces végétales endémiques de Rodrigues, dont les noms scientifiques sont classés selon l'ordre alphabétique.
Attention, cette liste n'est pas exhaustive et demande à être complétée.

## B

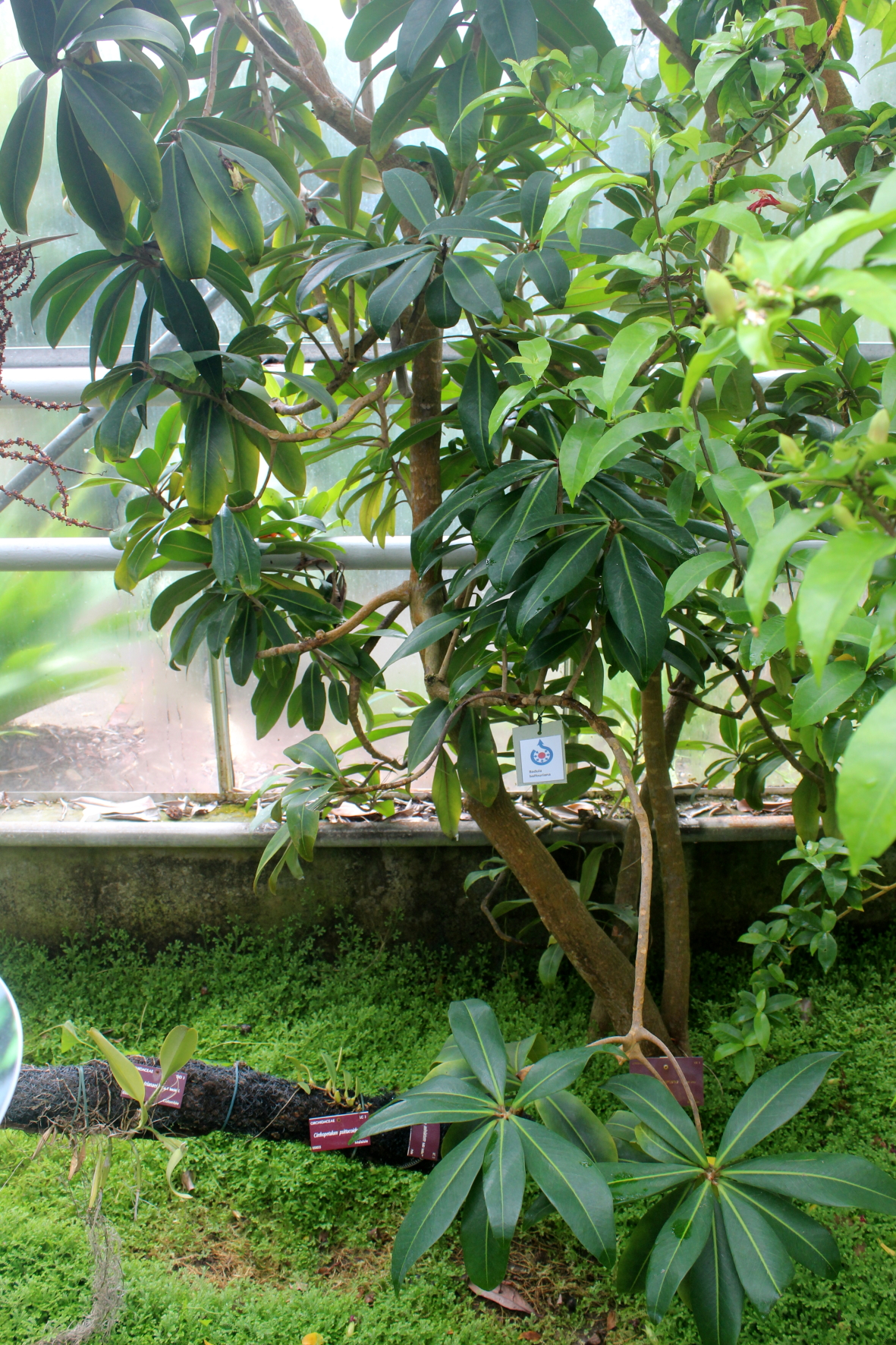
Badula balfouriana.

- Badula balfouriana - Bois papaye.

## C
- Clerodendrum laciniatum - Bois cabri.
- Cynanchum guehoi

## E
- Eugenia rodriguesensis - Bois fer.

## G
- Gastonia rodriguesiana - Bois blanc.
- Gouania leguatii.

## H
- Hibiscus liliiflorus - Augerine.

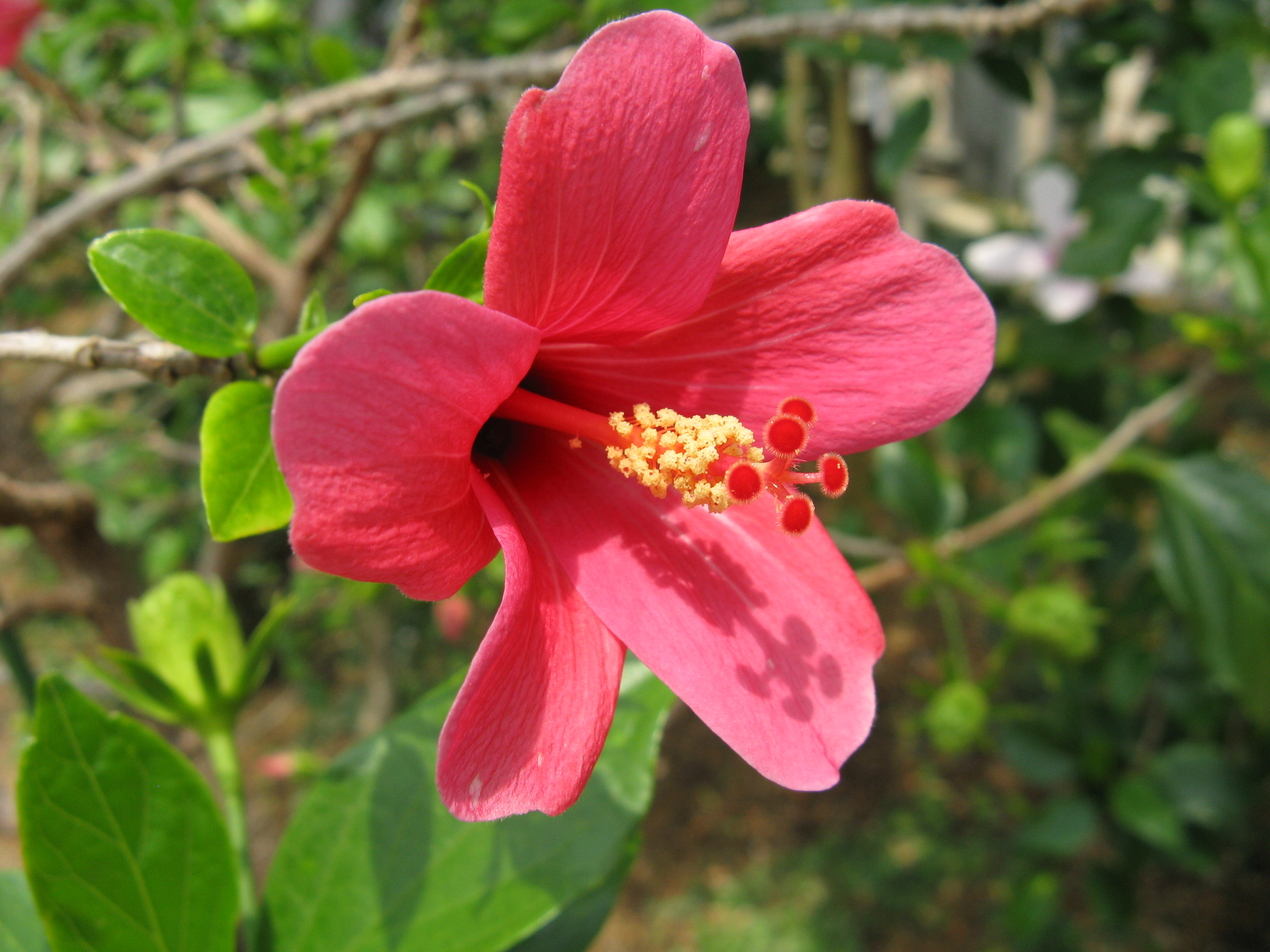
Hibiscus liliiflorus.

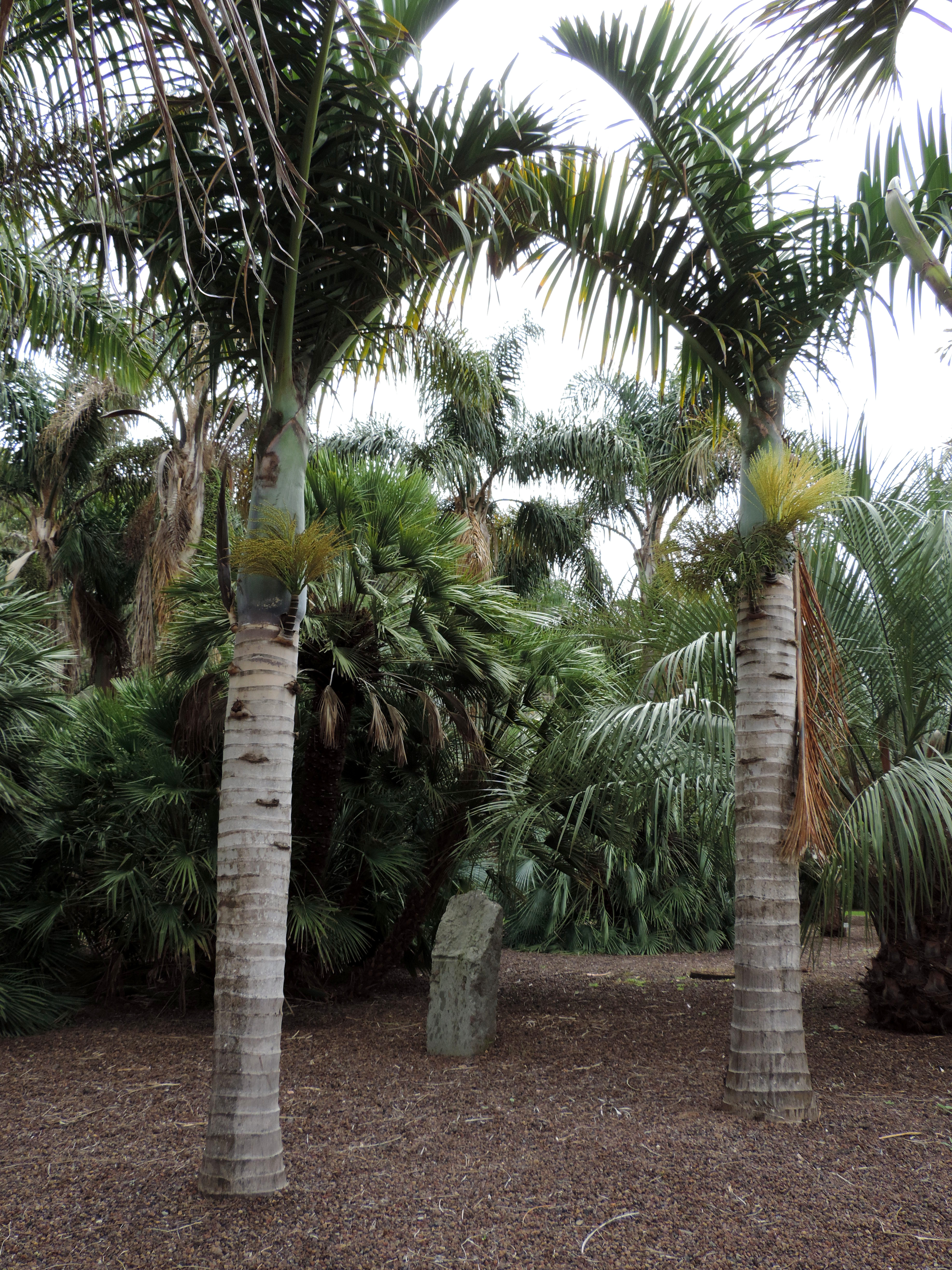
Hyophorbe verschaffeltii.

- Hyophorbe verschaffeltii - Palmiste marron

## L
- Latania verschaffeltii - Latanier jaune.
- Lomatophyllum lomatophylloides - Ananas marron.

## M
- Mathurina penduliflora - Bois Gandine.

## P

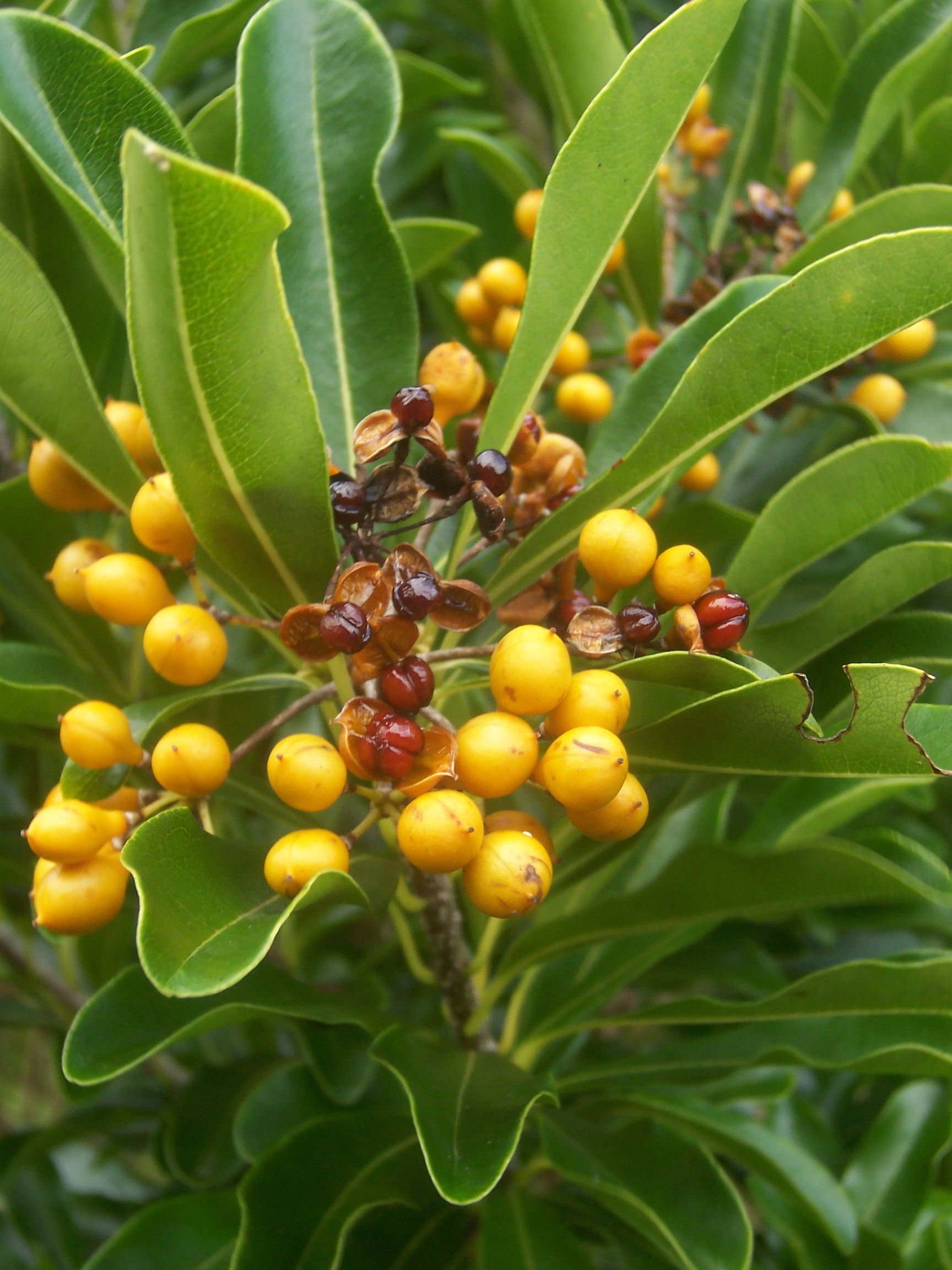
Pittosporum balfourii.

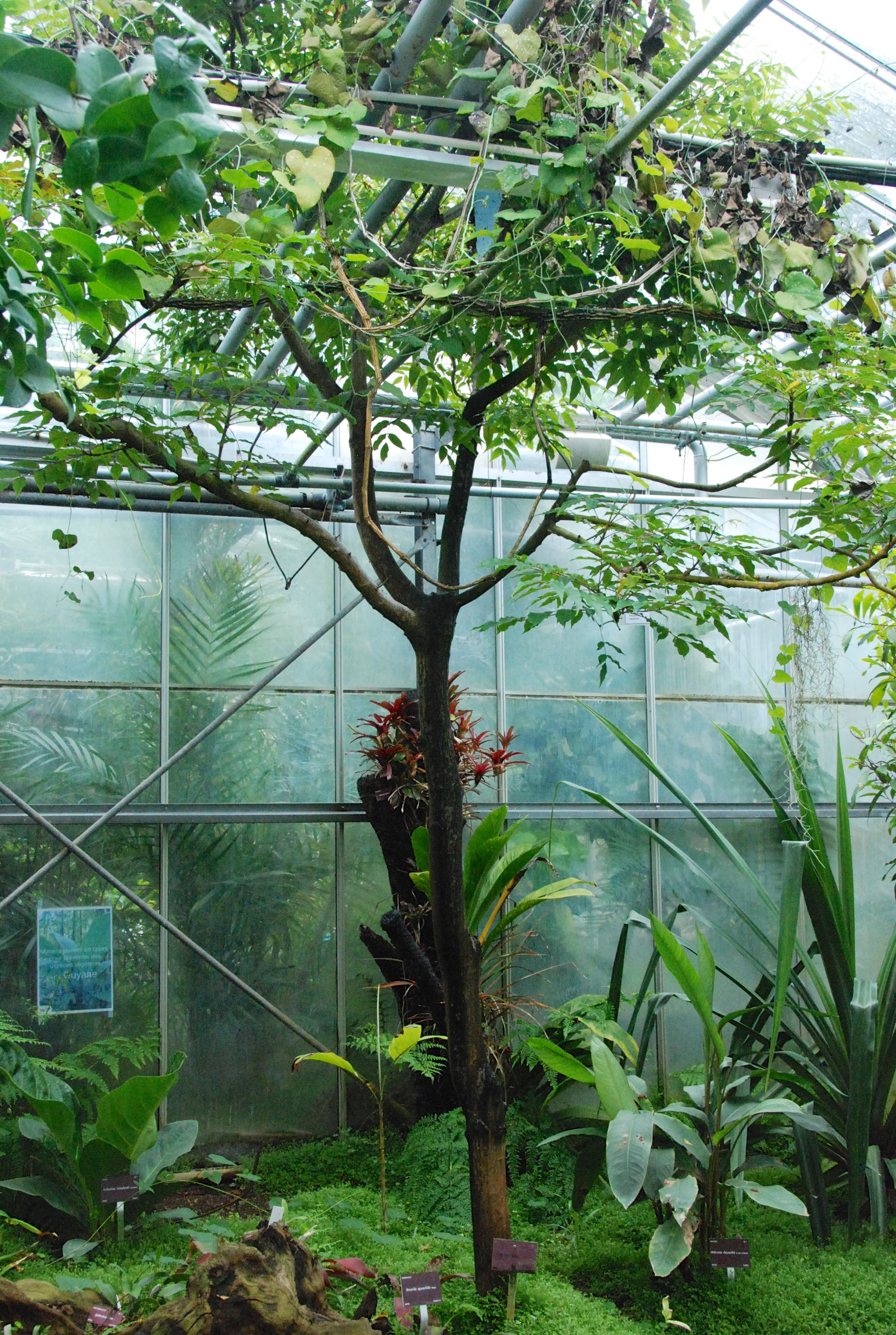
Poupartia castanea.

- Pandanus heterocarpus - Vacoa parasol,
- Pittosporum balfourii - Bois bécasse,
- Poupartia castanea - Bois lubine.

## R
- Ramosmania heterophylla - Café marron.

## S
- Sarcostemma cf. odontolepis - Liane calé.
- Scyphochlamys revoluta - Bois mangue.

## T
- Turraea laciniosa (Turraea laciniata) - Bois balai

## Z
- Zanthoxylum paniculatum - Bois pasner.

## Informations complémentaires
- Endémisme dans les Mascareignes.